# 卡洛斯·比韋斯

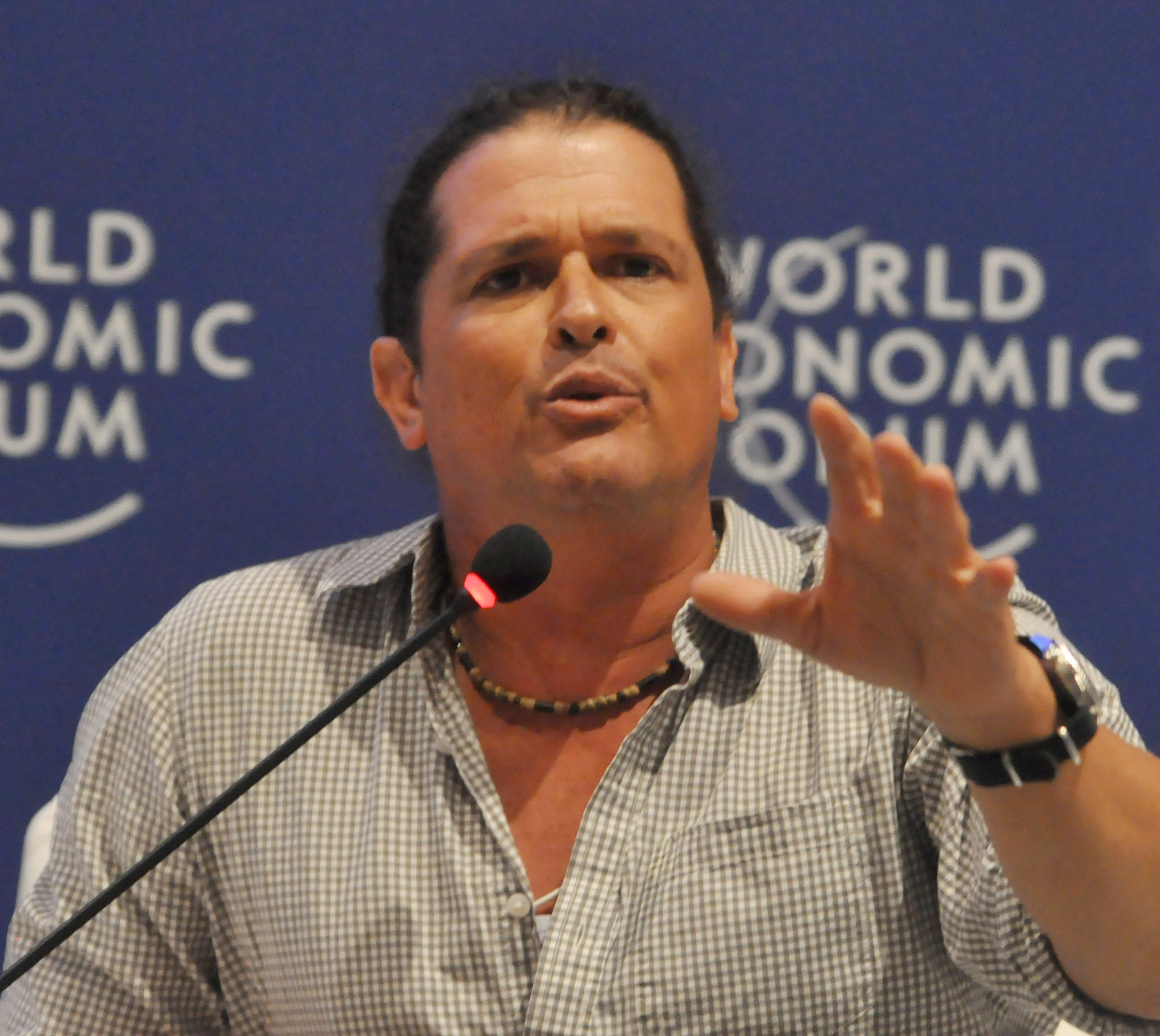
卡洛斯·比韋斯

卡洛斯·阿尔贝托·比韋斯·雷斯特雷波 (Carlos Alberto Vives Restrepo，1961年8月7日—) 是哥伦比亚歌手、词曲作者和演员。他的唱片销量超过 2000 万张。 他曾获得两项葛萊美獎和十七项拉丁格莱美奖。  他還獲得過BMI 总裁奖 。